# Sorbus lanpingensis
Sorbus lanpingensis är en rosväxtart som beskrevs av Ling Ti Lu. Sorbus lanpingensis ingår i släktet oxlar, och familjen rosväxter. Inga underarter finns listade i Catalogue of Life.